# Grande Prêmio Bruno Beghelli Feminino
O Grande Prêmio Bruno Beghelli Feminino (oficialmente: Gran Premio Bruno Beghelli Internazionale Donne Elite) é uma competição de ciclismo feminina disputada na Itália, nos arredores de Monteveglio. É a versão feminina da corrida do mesmo nome.
Criou-se em 2016 como corrida de categoria 1.1 (máxima categoria do profissionalismo para corridas de um dia femininas) e sua primeira edição foi vencida pela ciclista australiana Chloe Hosking.

## Palmarés
| Ano  | Vencedor          | Segundo           | Terceiro            |           |
| ---- | ----------------- | ----------------- | ------------------- | --------- |
| 2016 | Chloe Hosking     | Marianne Vos      | Barbara Guarischi   |           |
| 2017 | Marta Bastianelli | Elisa Balsamo     | Letizia Paternoster |           |
| 2018 | Elisa Balsamo     | Marta Bastianelli | Lorena Wiebes       |           |
| 2019 | Marta Bastianelli | Lorena Wiebes     | Chiara Consonni     |           |
| 2020 | cancelado         | cancelado         | cancelado           | cancelado |
| 2021 | cancelado         | cancelado         | cancelado           | cancelado |

## Palmarés por países
| País      | Vitórias |
| --------- | -------- |
| Itália    | 3        |
| Austrália | 1        |